# Pseudechiniscus transsylvanicus
Pseudechiniscus transsylvanicus är en djurart som tillhör fylumet trögkrypare, och som beskrevs av Iharos 1936. Pseudechiniscus transsylvanicus ingår i släktet Pseudechiniscus och familjen Echiniscidae. Inga underarter finns listade i Catalogue of Life.